# Jukka Lehtovaara
Jukka Lehtovaara (ur. 15 marca 1988 w Turku) – fiński piłkarz występujący na pozycji defensywnego pomocnika. Obecnie jest zawodnikiem Interu Turku.

## Kariera klubowa
Lehtovaara rozpoczął karierę w Turun Palloseura. W latach 2006–2014 grał w pierwszym zespole tego klubu. W 2010 został wybrany najlepszym bramkarzem sezonu w Veikkausliidze. W grudniu 2014 podpisał dwuletni kontrakt z Interem Turku.

## Kariera reprezentacyjna
W reprezentacji Finlandii zadebiutował w meczu z Estonią (2:0), który odbył się 21 maja 2010 roku w Tallinnie.